# Hagana (organisatie)

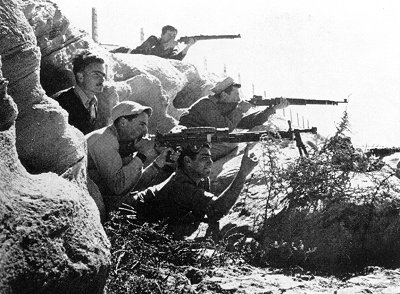
Leden van de Hagana

De Hagana of Haganah (Hebreeuws: הגנה, 'defensie') was een zionistisch-Joodse paramilitaire organisatie, opgericht gedurende het Britse mandaat over Palestina (1920 - 1948), met als doel het gewapenderhand verdedigen van de Joodse gemeenschap in Palestina. De officiële naam was Irgun HaHagannah Ha'vri, 'organisatie voor Hebreeuwse defensie'. De Hagana was de opvolger van een oudere organisatie, Hashomer, die in 1909 tot stand was gekomen, en waar zowel David Ben-Gurion als Itzhak Ben-Zvi lid van was geweest. Ben-Zvi, later president van Israël, was een van de eerste leiders van de Haganah.
De Palmach was de elite-eenheid van de Hagana. Opgericht in 1941 werd deze ontmanteld in 1948. 
De militante organisatie ging in het offensief tegen zowel Britten als tegen Arabische bewoners van Palestina, maar ook tegen andere tegenstanders van het zionisme: in 1924 werd in Jeruzalem op last van Ben-Zvi de Nederlandse schrijver Jacob Israël de Haan vermoord, die zich een uitdrukkelijke voorstander had betoond van een staat waarin Joden en Arabieren als gelijken zouden leven. Dat deze moord door de Haganah was uitgevoerd was aanvankelijk niet algemeen bekend.
In de jaren dertig van de twintigste eeuw splitste de Etsel zich van de Hagana af.
In 1936, het jaar waarin de Arabisch-Palestijnse opstand begon, leerde het opperbevel van de Hagana een strijdlustige Britse kapitein Orde Wingate kennen, die zo enthousiast was geworden over het zionisme dat hij kwam vragen zijn militaire inzicht, kennis en  vaardigheden te mogen overdragen. Hij transformeerde de Hagana van een paramilitaire organisatie tot het leger van het Jewish Agency for Israel in Palestina. Een grote strijdlust uitstralend trainde deze christelijke zionist zijn mannen (bv. in bajonetgebruik) en hij wist zelfs gedaan te krijgen dat Hagana-eenheden met de Britse troepen samen mochten optreden tegen Arabische opstandelingen, de zg. Special Night Squads. Zo leerde men Palestijnse dorpen kort in te nemen en efficiënt represaille-maatregelen te nemen en kreeg men gevechtservaring. Wingate leerde de Hagana hasiyur ha'alim ('wilde verkenningstochten'): tegen middernacht een Palestijns dorpje binnengaan, een paar uur er blijven, schieten op iedereen die zijn huis uit kwam en dan weer vertrekken. In 1939 trok het Britse opperbevel hem terug uit Palestina.
De Mossad Le'Aliyah Bet, een onderdeel van de Hagana, organiseerde illegale immigratie naar Palestina van Joden, voor een groot deel overlevenden van de Holocaust. Door de beperkingen opgelegd door de Britten kwamen Holocaustslachtoffers die al in kampen gezeten hadden vaak opnieuw in kampen terecht, zoals de interneringskampen in Brits Cyprus. De clandestiene migratie met de Exodus 1947 kreeg grote bekendheid door Leon Uris' bestseller Exodus uit 1958, die in 1960 verfilmd werd.
De Hagana is bekend als het fundament van het hedendaagse Israëlisch defensieleger, het leger van Israël.
Leden van de zionistische milities speelden, in de halve eeuw daarna, een belangrijke rol in de Israëlische politiek: Yigal Allon, Moshe Dayan en Yitzhak Rabin waren hooggeplaatste leden van de Hagana-Palmach. Menachem Begin leidde de Irgun, en Yitzhak Shamir was een prominent lid van de Lehi. Drie van deze mannen, Rabin, Shamir en Begin, zouden later premier van Israël worden.